# Steve Israel
Steve J. Israel (Nova Iorque, 30 de maio de 1958) é um político norte-americano. Membro do Partido Democrata, integrou a Câmara dos Representantes dos Estados Unidos pelo estado de Nova Iorque.